# 本延寺 (七尾市)

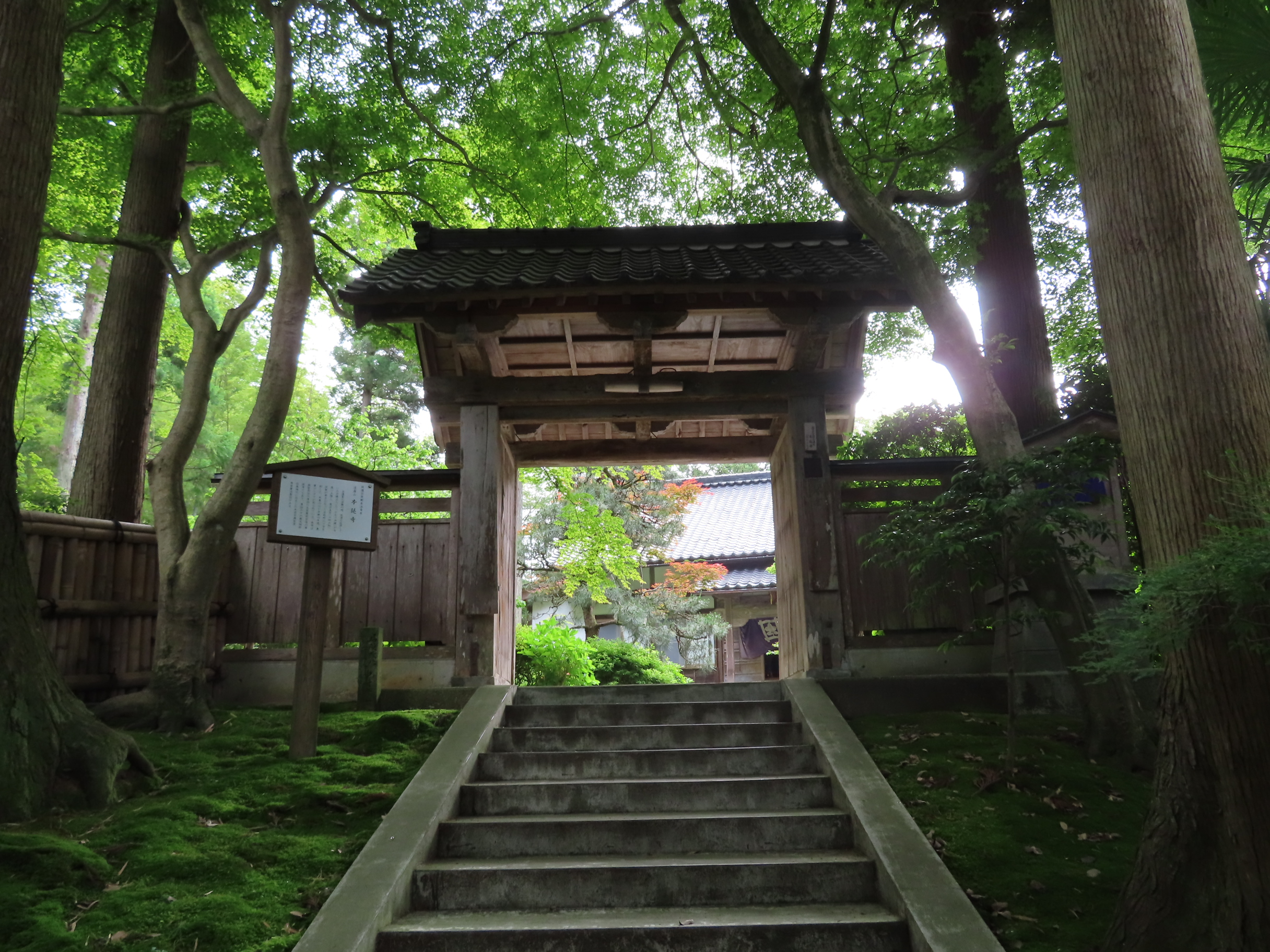
外観（2022年6月）

本延寺（ほんねんじ）は、石川県七尾市小島町の山の寺寺院群にある日蓮宗の寺院。山号は遠寿山。旧本山は京都本法寺、親師法縁。七尾市指定文化財の日蓮聖人座像（長谷川信春彩色）、絹本著色釈迦涅槃図（長谷川等誉筆）を所蔵する。長谷川等伯の生家である奥村家の菩提寺としても知られる。

## 歴史
- 寛正5年（1464年）久遠成院日親（なべかむり日親として知られる）が立正大師日蓮遠流の地である佐渡島巡拝の途次に日賢を弟子として創建した。

## 参考資料
- 『長谷川等伯展』石川県七尾美術館（2017年）
- 『長谷川等伯』東京国立博物館（2010年）
- 『七尾市の文化財』七尾市教育委員会（2001年）
- 日蓮宗寺院大鑑編集委員会『宗祖第七百遠忌記念出版 日蓮宗寺院大鑑』大本山池上本門寺 (1981年)
- 等伯画説

座標: 北緯37度2分58.9秒 東経136度57分8.9秒 / 北緯37.049694度 東経136.952472度